# Smackgirl
Smackgirl fue una promoción japonesa de artes marciales mixtas (MMA) centrada en peleadoras femeninas. La promoción también realizó eventos de grappling y amateurs junto con su línea principal de tarjetas profesionales de MMA. Después de las dificultades financieras a lo largo de 2008, la promoción se vendió a Marverous Japan Co., Ltd. y se renombró como Jewels.
A diferencia del MMA convencional en Japón, Smackgirl no permitía golpes en la cabeza mientras estaba en posición de tierra. También había un límite de 30 segundos para la lucha terrestre, pero fue abolido en 2008. Había cuatro categorías de peso: peso mosca (-48 kg), peso ligero (-52 kg), peso mediano (-58 kg) y peso abierto (sin límite).
Antes de ser Smackgirl, se utilizó el banner ReMix y realizó su primer evento el 5 de diciembre de 2000. Después de otro evento con la marca ReMix, la promoción se transformó en Smackgirl en mayo de 2001.